# Bombardier ATV 200 2002
Bombardier ATV 200 2002 var ett race som var den andra deltävlingen i Indy Racing League säsongen 2002. Racet kördes den 17 mars på Phoenix International Raceway utanför Phoenix, Arizona. Hélio Castroneves tog hand om segern före Gil de Ferran, men loppets trea Sam Hornish Jr. behöll mästerskapsledningen.

## Slutställning
| Plats | Förare            | Team                     | Grid | Kvaltid |
| ----- | ----------------- | ------------------------ | ---- | ------- |
| 1     | Hélio Castroneves | Marlboro Team Penske     | 1    | 20,012  |
| 2     | Gil de Ferran     | Marlboro Team Penske     | 7    | 20,262  |
| 3     | Sam Hornish Jr.   | Panther Racing           | 2    | 20,029  |
| 4     | Eliseo Salazar    | A.J. Foyt Enterprises    | 11   | 20,508  |
| 5     | Al Unser Jr.      | Kelley Racing            | 18   | 20,859  |
| 6     | Jaques Lazier     | Team Menard              | 11   | 20,652  |
| 7     | Buddy Lazier      | Hemelgarn Racing         | 9    | 20,434  |
| 8     | Billy Boat        | CURB/Agajanian Racing    | 8    | 20,393  |
| 9     | Rick Treadway     | Treadway/Hubbard Racing  | 14   | 20,684  |
| 10    | Hideki Noda       | Convergent Racing        | 20   | 20,977  |
| 11    | Jon Herb          | Racing Professionals     | 24   | 21,293  |
| 12    | Airton Daré       | A.J. Foyt Enterprises    | 17   | 20,853  |
| 13    | Robbie Buhl       | Dreyer & Reinbold Racing | 6    | 20,240  |
| 14    | Laurent Redon     | Conquest Racing          | 12   | 20,636  |
| 15    | Eddie Cheever     | Cheever Racing           | 16   | 20,692  |
| 16    | Scott Sharp       | Kelley Racing            | 15   | 20,689  |
| 17    | Anthony Lazzaro   | Sam Schmidt Motorsports  | 13   | 20,649  |
| 18    | Jeff Ward         | Chip Ganassi Racing      | 3    | 20,156  |
| 19    | Felipe Giaffone   | Mo Nunn Racing           | 4    | 20,215  |
| 20    | George Mack       | 310 Racing               | 23   | 21,182  |
| 21    | Robby McGehee     | Cahill Racing            | 21   | 21,011  |
| 22    | John de Vries     | Brayton Racing           | 17   | 20,899  |
| 23    | Alex Barron       | Blair Racing             | 25   | 21,309  |
| 24    | Tomas Scheckter   | Cheever Racing           | 5    | 20,228  |
| 25    | Shigeaki Hattori  | Bradley Motorsports      | 22   | 21,069  |
| 26    | Tyce Carlson      | PDM Racing               | 26   | -       |